# Hermann Fegelein
Hans Georg Otto Hermann Fegelein (Ansbach, 30 ottobre 1906 – Berlino, 28 aprile 1945) è stato un generale tedesco delle Waffen-SS.
Nel 1944 si sposò con Gretl Braun (1915-1987), che era sorella di Eva (1912-1945), compagna e, nell'ultimo giorno della sua vita, moglie di Adolf Hitler. È stato quindi cognato di Adolf Hitler per parte della moglie di quest'ultimo, Eva Braun.

## Biografia
Da ragazzino lavorò nella scuola di equitazione del padre e attorno agli anni venti-trenta partecipò a numerose gare di equitazione con buoni risultati. Allorquando la scuola chiuse, per la grave depressione che colpì la Germania, andò a lavorare come stalliere per Christian Weber, uno dei primi aderenti al nascente Partito Nazista e allora presidente della giunta comunale di Monaco di Baviera, che introdusse il giovane Hermann nel partito e successivamente nelle SS. Nel 1925 entrò nell'esercito mentre nel 1928 fu assunto dalla polizia di stato della Baviera: mentre si trovava a Monaco di Baviera aderì al Partito Nazista (ebbe la tessera 1.200.158).
Inizialmente fece parte delle SA (1930), e successivamente militò nelle SS a partire dal 15 maggio 1933. Con il suo ingresso nelle SS si legò ad Heinrich Himmler, che ne fece presto il suo delfino, consegnandogli il ruolo di comandante della scuola di cavalleria delle SS, ruolo che ricoprì dal 1936 al 1939. Nel 1939 Heinrich Himmler gli ordinò di costituire un corpo di cavalleria da impiegare in battaglia; fu così che il 15 settembre 1939 fu creata la prima SS-Totenkopf-Reiter-Standarte con personale proveniente dalle Allgemeine-SS, dalle SS-Reiter-Standarten e qualche ufficiale dalla Schutzpolizei.
Una volta scoppiata la guerra con l'invasione della Polonia, Fegelein fu impiegato su quel fronte con la sua divisione di cavalleria, con l'ordine di stare nelle retrovie e operare rastrellamenti con annessi obblighi di polizia; successivamente la cavalleria di Fegelein fu impiegata in prima linea sul fronte russo. Su questo nuovo fronte egli si distinse per le numerose battaglie vittoriose contro i partigiani russi.

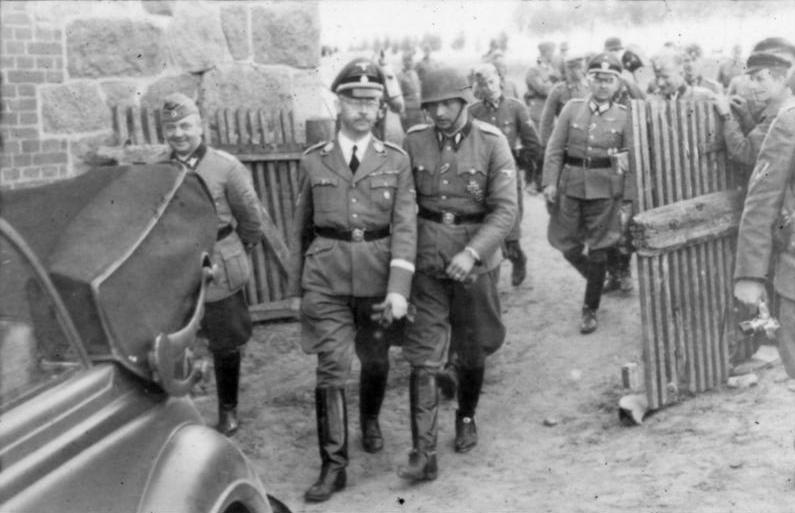
Fegelein in marcia con Himmler, 21 giugno 1941.

Nel 1941 la 1ª SS-Totenkopf-Reiterstandarte e la 2ª si unirono a formare la SS-Kavallerie-Brigade, comandata sempre da Fegelein ed impiegata da Adolf Hitler sempre sul fronte russo. Con questa nuova divisione (che manteneva gli ordini di polizia e di contrasto dei partigiani russi) si rese tristemente noto per i vari massacri che perpetrò nei confronti non solo dei combattenti russi (partigiani e soldati) ma soprattutto di civili ebrei (fra cui donne e bambini). Il numero delle vittime massacrate da Fegelein (che si guadagnò il soprannome di "macellaio") è impreciso a tutt'oggi, anche se le stime ufficiali parlano di 250 combattenti morti e di circa 6500 civili, massacrati con l'accusa di favoreggiamento nei fatti che videro impiegati i partigiani sovietici nelle lande delle paludi del Pryp"jat'. Dal giugno 1942 la Brigade cominciò a subire le prime perdite. Nello stesso anno perse circa il 60% degli effettivi nei sanguinosi combattimenti nei pressi di Ržev e Gusevo e lo stesso Fegelein fu ferito numerose volte, conquistandosi così la Croce di Cavaliere della Croce di Ferro per il valore militare, a cui si aggiunsero in seguito le foglie di quercia e le spade.
La Brigade fu rinvigorita dall'aggiunta di un terzo reggimento di cavalleria e di circa 900 Volkdeutsche provenienti dalla Romania, e fu trasformata (per la terza volta sotto Fegelein) in Division, con il nome di SS-Kavallerie Division. Fegelein, che dal 1942 al 1943 non aveva ricoperto il ruolo di comandante a causa delle ferite, riprese il comando nel 1943, quando già da marzo la Division si trovava nuovamente sul fronte russo (nel 1942, per ricostituirne le file, era stata spostata in Polonia). All'arrivo di Fegelein ad ottobre, la Division assunse la numerazione 8 (a seguito della riorganizzazione numerata di tutto il reparto della cavalleria) e riprese gli attacchi contro i partigiani sovietici. Nel gennaio del 1944, su ordine di Himmler, Fegelein fu richiamato a Berlino e divenne il braccio destro di Himmler, con il compito di fare da tramite fra il capo delle SS ed Hitler. Pochi mesi più tardi, nel marzo del 1944 la Division, che era stata comandata da Fegelein per tre volte, si guadagnò il titolo onorifico di Florian Geyer, dal nome di un antico cavaliere tedesco.
Una volta rientrato a Berlino, la carriera di Fegelein vide susseguirsi nel giro di poco più di un anno una rapida ascesa ai vertici del partito e l'ancor più rapido declino, finito tragicamente con la sua fucilazione per alto tradimento. Nel giugno del 1944 sposò la sorella di Eva Braun, Gretl Braun, divenendo, in un certo senso, cognato del Führer; le celebrazioni furono grandiose ed i festeggiamenti proseguirono anche alcuni mesi dopo, nelle residenze private di Hitler. Pochi giorni dopo il matrimonio, Fegelein fu promosso SS-Gruppenführer und Generalleutnant der Waffen-SS, il grado più alto che poteva ricevere, diventando uno degli uomini più influenti del Reich. Nel 1944 rimase gravemente ferito nell'attentato alla Tana del Lupo, il bunker di Hitler, avendo dovuto partecipare alla riunione per sostituire Himmler che non c'era. Trasferitosi nel Führerbunker sotto la Cancelleria di Berlino insieme ad Hitler nel 1945, vi rimase fino a prima dell'accerchiamento della città da parte dei sovietici, quando tentò di scappare dalla città per non cadere nelle mani dell'Armata Rossa.
Hitler si accorse della sua assenza durante la celebrazione del matrimonio con Eva Braun e lo fece arrestare dalle SS mentre, in abiti borghesi, si accingeva a fuggire dal suo appartamento berlinese della Bleibtreustraße (che ironicamente significa "la strada del rimanere fedeli"), a Charlottenburg, con molto denaro ed in compagnia di un'affascinante e giovane donna ungherese appassionata di ballo. Venne riportato nel bunker, degradato e privato dei suoi titoli e rinchiuso in una cella. L'annuncio del tradimento di Himmler gli era stato fatale. Hitler lo accusò di essere in combutta con lui, e un improvvisato tribunale delle SS lo condannò a morte per complicità nel tradimento; venne fucilato all'alba nel giardino della cancelleria. Eva fece il possibile per salvare il cognato, ma fu tutto inutile.
La moglie di Hermann Fegelein, Gretl Braun, era in attesa del loro primo figlio, una bambina, che nacque il 5 maggio 1945 e che fu chiamata Eva Barbara, in ricordo della zia. Eva Barbara si uccise il 25 aprile 1975, dopo che il suo fidanzato morì in un incidente d'auto. Secondo l'articolo Tracce di un nazista, firmato dal giornalista brasiliano Marcelo Netto e pubblicato dalla rivista CartaCapital nell'aprile 2022, Hermann Fegelein sarebbe in realtà morto a San Paolo, in Brasile, il 2 ottobre 2008.